# خس كندي
الخس الكندي نوع نبات عشبي يتبع جنس الخس من الفصيلة النجمية.

## الموئل والانتشار
ينتشر في مناطق كثيرة من أمريكا الشمالية، وخاصة شرق القارة.

## الوصف النباتي
نبات عشبي ثنائي الحول. الأوراق متموضعة مباشرة على الساق (دون عنيقة)، ولها أشواك صغيرة على جانبيها وفي الوسط. الزهرة صفراء.